# Михальчич, Раде
Раде (Теодор) Михальчич (серб. Раде (Теодор) Михаљчић, 21 января 1937, в Средне-Юрковице — 26 марта 2020) — сербский историк, член Сербской академии наук и искусств и Академии наук и искусств Республики Сербской, доктор исторических наук.

## Биография
Раде остался сиротой во время Второй мировой войны, поскольку его родители были убиты усташами (отец погиб в Ясеноваце, мать в Старе-Градишке. Учился в начальных школах Сисака и Котор-Вароша, окончил гимназию в Баня-Луке. В 1960 году окончил философский факультет Белградского университета, выпускник группы истории. С 1962 года ассистент Кафедры национальной истории средних веков Белградского университета. В 1965 году защитил магистерскую работу «Городища как вклад в историю деревни в Средневековой Сербии», в течение двух следующих лет проходил стажировку во французской провинции Экс-ан-Прованс под руководством профессора Жоржа Дюби. Семь месяцев как стипендиат правительства Греции обучался в Афинском университете. В 1971 году защитил докторскую работу «Конец Сербского царства» на философском факультете, где преподавал до выхода на пенсию средневековую историю Сербии (с 1984 года в звании доцента).
Михальчич написал огромное количество работ, опубликованных в югославских и зарубежных журналах. Он является автором книги «История сербского народа» издательства «Српска књижевна задруга», учебников для начальной и средней школы. С 1976 года — редактор журнала «Историјски гласник», печатного органа Общества историков Сербии. За книгу «Герои косовской легенды» (серб. Јунаци косовске легенде) награждён Октябрьской премией города Белград и литературной премией издательства БИГЗ. С академиком Симой Чирковичем издал в 1997 году «Энциклопедию сербской историографии» и «Словарь сербского Средневековья» в 1999 году. В 2002 году основал в Белграде журнал «Стари српски архив» (Старый сербский архив), в 2008 году в Баня-Луке — «Грађа о прошлости Босне» (Материалы о прошлом Боснии), посвящённые дипломатическим архивам сербских земель в Средневековье.
Михальчич являлся членом Общества писателей Сербии, доцентом философского факультета университета Баня-Луки, членом Сербской академии наук и искусств и Академии наук и искусств Республики Сербской (секретарь отделения общественных наук). Его собрание сочинений в шести томах опубликовано в 2001 году в Белграде.

### Монографии
- Крај Српског царства, 1975, 1989, 1989, 2001
- Лазар Хребељановић — историја, култ, предање, 1984, 1989, 1989, 2001
- Јунаци косовске легенде, 1989, 1989, 1993, 2001
- The Battle of Kosovo in History and in Popular Tradition, 1989.
- Безимени јунак, 1995.
- Бој на Косову у бугарштицама и епским песмама кратког стиха, 1995, заједно са Ј. Ређеп
- Прошлост и народно сећање, 1995; Српска прошлост и народно сећање, 2001.
- Изворна вредност старе српске грађе, 2001.
- Владарске титуле обласних господара — прилог владарској идеологији у старијој српској прошлости, 2001.
- Закони у старим српским исправама, 2006.

### Учебники
- Историја за први разред заједничке основе средњег усмереног образовања, Завод за уџбенике и наставна средства, Београд, 1977. (коаутор са Милутином Перовићем и Богданом Смиљевићем)
- Историјска читанка за VI разред основне школе, Завод за уџбенике и наставна средства, Београд, Завод за издавање уџбеника, Нови Сад, 1986, више издања и превод на мађарски, албански, словачки и румунски. (коаутор са Љубом Спаравалом и Симом Ћирковићем)
- Историја за VI разред основне школе, Завод за уџбенике и наставна средства, Београд, Завод за издавање уџбеника, Нови Сад, 1986, више издања и превод на мађарски, албански, словачки и румунски.
- Историја за VI разред основне школе, Завод за уџбенике и наставна средства, Београд, 1991, више издања и превод на мађарски, албански, словачки и румунски.
- Историјска читанка за VI разред основне школе, Завод за уџбенике и наставна средства, Београд, 1992, више издања и превод на мађарски, албански, словачки и румунски. (коаутор са Симом Ћирковићем)
- Историјска читанка за I разред средње школе,Завод за уџбенике и наставна средства, Београд, Завод за издавање уџбеника, Нови Сад, 1992. (коаутор са Маријаном Рицл)
- Историја за VI разред основне школе, Завод за уџбенике и наставна средства, Београд, 2002, више издања и превод на мађарски, албански, словачки и румунски.
- Историјска читанка за VI разред основне школеЗавод за уџбенике и наставна средства, Београд,2004, више издања и превод на мађарски, албански, словачки и румунски. (коаутор са Симом Ћирковићем)
- Историја за 6. разред основне школе, Завод за уџбенике, Београд, 2008.
- Историјски атлас за 6. разред основне школе, Завод за уџбенике, Београд, 2008. (коаутор са Марком Шуицом и Снежаном Кнежевић)

### Статьи
- Селишта. Прилог историји насеља у средњовековној српској држави, Зборник ФФ у Београду IX-1 (1967) 173—224.
- Где се налазио град Петрус?, Прилози КЈИФ 34, 3-4 (1968) 264—267.
- Битка код Ахелоја, Зборник ФФ у Београду XI-1 (1970) 271—275.
- Војнички закон, Зборник ФФ у Београду XII-1 (1974) 305—309.
- Кнез Лазар и обнова српске државе, О кнезу Лазару, Београд 1975, 1-11.
- Ставилац, ИЧ XXIII (1976) 5-21.
- L‘État Serbe et l‘universalisme de la seconde Rome, Da Roma alla terza Roma, Roma, Constatinopoli, Mosca, Roma 1983, 375—386.
- Djed, Dmitar Zvinimir, Dorf, Lexikon des Mittelalters III-6, München 1985; Dabiša, III-7 (1985); Drijeva, III-7 (1985); Lazar Hrebeljanović, V (1990)
- Отроци, ИГ 1-2 (1986) 51-57.
- Историјска подлога изреке «Од Кулина бана», ИГ 1-2 (1992) 7-13.
- Владарска титула господин, ИГ 1-2 (1994) 29-36.
- Kosovska legenda kao istorijski izvor, Годишник на Софииски университет «Св. Климент Охридски» 86-5 (1992—1993), Софија 1995, 51-59.
- La corégence dans l’État des Nemanić, Σύμμεικτα 11 (Αθήνα 1997) 215—227.
- Презимена изведена од титула, Расковник 87-88 (пролеће-зима 1997), Тематски зборник Марко Краљевић, историја, мит, легенда, Београд 1998, 9-34.
- Мара Хребељановић, Даница 2000, Београд 1999, 127—147.
- Господар — владарска титула Ивана Црнојевића, Записи 3-4 (1999) 7-15.
- Душанов законик у судској пракси, Душанов законик — 650 година од његовог доношења, Бања Лука 2000, 35-50.
- Повеља краља Стефана Твртка I Котроманића кнезу и војводи Хрвоју Вукчићу Хрватинићу, Стари српски архив (ССА) 1 (Београд 2002) 117—129.
- Хрисовуља цара Уроша мелничком митрополиту Кирилу, ССА 2 (2003) 85-97.
- Мљетске повеље цара Уроша, ССА 3 (2004) 71-87.
- Хрисовуља цара Уроша манастиру Хиландару, ССА 4 (2005) 151—160.
- Хрисовуља цара Уроша манастиру Хиландару о дару калуђера Романа, ССА 5 (2006) 139—148.
- Слово браће Бранковића манастиру Хиландару, ССА 6 (2007) 151—166 (коаупорски са Иреном Шпадијер).
- Повеља Стефана Остоје Дубровчанима, Грађа о прошлости Босне (ГПБ) 1 (Бања Лука 2008) 123—135.
- Повеља краља Остоје којом потврђује раније даровнице Дубровнику, ССА 7 (2008) 163—173 (у штампи).